# Saint-Germain-Laval, Loire
Saint-Germain-Laval este o comună în departamentul Loire din sud-estul Franței. În 2009 avea o populație de 1.649 de locuitori.

## Evoluția populației
| An        | 1975  | 1982  | 1990  | 1999  | 2006  | 2009  |
| --------- | ----- | ----- | ----- | ----- | ----- | ----- |
| Populație | 1.777 | 1.657 | 1.510 | 1.488 | 1.570 | 1.649 |